# IC 1895
IC 1895 (również PGC 11807) – galaktyka spiralna (SB0-a), znajdująca się w gwiazdozbiorze Pieca. Została odkryta 8 października 1896 roku przez Lewisa Swifta.